# Koluszki (gemeente)
De gemeente Koluszki is een stad- en landgemeente in het Poolse woiwodschap Łódź, in powiat Łódzki wschodni.
De zetel van de gemeente is in Koluszki.
Op 30 juni 2004 telde de gemeente 22 897 inwoners.

## Oppervlakte gegevens
In 2002 bedroeg de totale oppervlakte van gemeente Koluszki 157,18 km², waarvan:
- agrarisch gebied: 51%
- bossen: 40%

De gemeente beslaat 31,48% van de totale oppervlakte van de powiat.

## Demografie
Stand op 30 juni 2004:
| Omschrijving                   | Totaal | Totaal | Vrouwen | Vrouwen | Mannen | Mannen |
| ------------------------------ | ------ | ------ | ------- | ------- | ------ | ------ |
| eenheid                        | aantal | %      | aantal  | %       | aantal | %      |
| inwoners                       | 22 897 | 100    | 11 978  | 52,3    | 10 919 | 47,7   |
| bevolkingsdichtheid (inw./km²) | 145,7  | 145,7  | 76,2    | 76,2    | 69,5   | 69,5   |

In 2002 bedroeg het gemiddelde inkomen per inwoner 1218,57 zł.

## Plaatsen
Będzelin, Borowa (sołectwa: Borowa I en Borowa II), Długie, Lisowice, Felicjanów, Gałków Duży, Gałków Mały (sołectwa: Gałków Mały - Wschód en Gałków Mały - Zachód), Gałkówek-Parcela, Jeziorko, Katarzynów, Kaletnik, Kazimierzów, Przanowice, Stary Redzeń, Nowy Redzeń, Regny, Różyca, Stamirowice, Stefanów, Świny, Wierzchy, Zielona Góra. Zonder de status sołectwo : Erazmów, Leosin, Słotwiny, Turobowice, Zygmuntów, Żakowice.

## Aangrenzende gemeenten
Andrespol, Brójce, Brzeziny, Budziszewice, Jeżów, Rogów, Rokiciny, Żelechlinek